# Stoner Doom
Stoner Doom, gelegentlich auch Psychedelic Doom, Space Doom oder Stoner Metal genannt, ist ein Musiksubgenre, das Anfang der 1990er Jahre durch eine verstärkte Aufnahme von Elementen des Psychedelic Rock im Doom Metal entstanden ist.

## Musikalische Einordnung
Die Interpreten des Stoner Doom greifen laut AllMusic die „ultra-harten“ Riffs von Doom-Metal- und Psychedelic-Rock-Bands wie Black Sabbath, Blue Cheer, Blue Öyster Cult und Hawkwind auf und ergänzen den Metal aus Psychedelic sowie Acid Rock um den brummenden Klang der frühen Grunge-Interpreten des Labels Sub Pop. Eber bezeichnet den Wechsel zwischen ruhigen und rockigen Passagen als ebenso typisch wie Wah-Wah-Soli, Jaminterludes und Stücke über 20 Minuten und länger.

„Die Musik weist vermehrt psychedelische Elemente auf. Ausufernde Songpassagen, einprägsame Rhythmusstrukturen und ein basslastiger Sound greifen Hand in Hand und können Zuhörer so in meditative Stimmung versetzen.“

Neben dem Rhythmus fällt der Gitarre eine besondere Bedeutung im Stoner Doom zu. Diese wird tiefer gestimmt und durch Bassverstärker gespielt, „damit sich die Töne wie eine dickflüssige Masse aus den Boxen quetschen“. Das Schlagzeug wird häufig scheppernd gespielt, während der Gesang meist klar dargebracht wird aber auch rau wie beispielsweise bei Sleep in Erscheinung treten kann.
Die Einflüsse des Subgenre liegen im Blues- und Psychedelic Rock, die „in sehr unterschiedlichem Ausmaß“ Verwendung finden können. Bands neigen dazu viele Effekte für Gitarren und Bass zu verwenden, darunter Flanger/Phaser, Fuzz, laute Verzerrungen und starke Reverbs. „Klanglich ist Stoner Doom sehr basslastig und verwendet oft eine große Menge an Rückkopplungen.“

## Geschichte

Matt Pike von der stilprägenden Band Sleep, hier live mit High on Fire.

Neben den frühen Veröffentlichungen des Doom Metal und Psychedelic Rock definierten die Melvins zwischen 1986 und 1991 einen rhythmusdominierten, schleppenden Metal, der sich nachhaltig auf Grunge, Sludge und Stoner auswirken sollte. Zwischen 1991 und 1993 erschienen von Sleep und Earth Alben mit eben jenem Stil, welcher besonders den Stoner Doom prägen sollte.
Bereits in kurzer Zeit strichen die ohnehin groove-orientierten Kyuss große Anteile des schweren und rohen Metals und prägten somit den Stoner Rock der Szene des Palm Deserts, während Earth, angelehnt an zeitnahe Veröffentlichungen von The Melvins, auf das Schlagzeug und den Gesang verzichteten und so den Drone Doom initiierten.
Unterdessen folgten mit Acid King, Electric Wizard, Cathedral, Grand Magus, Weedeater innerhalb weniger Jahre eine Reihe von Interpreten, welche sich am Stoner Doom orientierten. Mit dem Erfolg des Grunge erlebte besonders der Stoner Rock mit Interpreten wie Fu Manchu, Monster Magnet und Kyuss als Teil des Alternative Metal deutliche Erfolge, welche sich jedoch, nach dem Ende des Grunge-Booms der frühen 1990er und dem Aufkommen früher Rap-Metal-Interpreten wie Body Count, Rage Against the Machine und Clawfinger, nicht fortsetzten.
Der Stoner Doom erfuhr derweil durch das Sleep-Album Jerusalem, oder auch Dopesmoker, wie der ursprüngliche Titel des Albums lautete, eine Intensivierung und in Abgrenzung zum Stoner Rock seine endgültige Definition hin zu einem rohen und rauen Klang, welcher in den 2000er Jahren von Bands wie Ufomammut oder Dark Buddha Rising aufgegriffen wurde und mitunter bis in den Grenzbereich des Drone Doom erweitert wurde. Das Sleep-Album, welches 1995 aufgenommen, wurde erst 1999 veröffentlicht, da sich London Records weigerte, ein Album, das lediglich aus einem einstündigen Song bestand, zu veröffentlichen. Dennoch erlangte Jerusalem in Tape-Trading-Kreisen hohe Popularität und gilt als „endgültige Wegmarke“ des als Stoner Doom bekannten Genres.

## Bekannte Bands
- Acid King
- Beastwars
- Bevar Sea
- Cathedral (seit 1993)
- Dark Buddha Rising
- Electric Wizard
- Goatess
- Goatsnake
- Grand Magus
- Mannhai
- Megalith Levitation
- Monolord
- Om
- Sleep
- Sons of Otis
- Spirit Caravan
- Stoned Jesus
- Ufomammut
- Weedeater